# Strangulotilla
Strangulotilla Nonveiller, 1979 — род мелких ос-немок из подсемейства Mutillinae. Длина около 5-8 мм.

## Описание
Азия (Йемен, Шри-Ланка) и Афротропика (17 видов). У самцов 13-члениковые усики, у самок — 12-члениковые. Тело в густых волосках. Самка осы пробирается в чужое гнездо и откладывает яйца на личинок хозяина, которыми кормятся их собственные личинки

## Систематика
Около 20 видов. Относится к трибе Mutillini. 
- Strangulotilla samharica (Magretti, 1906)
- Strangulotilla thoracosulcata Magretti, 1906 typus(=Mutilla thoracosulcata Magretti, 1906)